# Madhur Jaffrey
Madhur Jaffrey, nata Madhur Bahadur (Delhi, 13 agosto 1933), è un'attrice, conduttrice televisiva e scrittrice indiana.

## Biografia
È diventata nota nel 1965 per aver recitato nel film Shakespeare Wallah, col quale ha anche vinto l'Orso d'Argento alla Berlinale. Negli anni Ottanta ha affiancato Deborah Kerr nella pellicola Il giardino indiano.
Madhur Jaffrey ha lavorato spesso per la BBC conducendo programmi gastronomici, in cui ha presentato molte delle sue ricette descritte nei libri da lei pubblicati. Si è anche cimentata nella letteratura per l'infanzia.

## Vita privata
Vedova dal 2015 dell'attore Saeed Jaffrey, di cui aveva assunto il cognome per matrimonio, ha tre figlie: Zia, Meera e Sakina.

## Filmografia

### Cinema
- Parable, regia di Rolf Forsberg e Tom Rook - cortometraggio (1964)
- Shakespeare Wallah, regia di James Ivory (1965)
- Antkeeper, regia di Rolf Forsberg - cortometraggio (1966)
- Il guru (The Guru), regia di James Ivory (1969)
- Autobiografia di una principessa (Autobiography of a Princess), regia di James Ivory (1975)
- Calore e polvere (Heat and Dust), regia di James Ivory (1983)
- Il giardino indiano (The Assam Garden), regia di Mary McMurray (1985)
- Saagar, regia di Ramesh Sippy (1985)
- Beyond the Next Mountain, regia di James F. Collier e Rolf Forsberg (1987)
- Omicidio perfetto (The Perfect Murder), regia di Zafar Hai e M.R. Shahjahan (1988)
- 6 gradi di separazione (Six Degrees of Separation), regia di Fred Schepisi (1993)
- Wolf - La belva è fuori (Wolf), regia di Mike Nichols (1994)
- Vanya sulla 42esima strada (Vanya on 42nd Street), regia di Louis Malle (1994)
- Chutney Popcorn, regia di Nisha Ganatra (1999)
- ABCD, regia di Krutin Patel (1999)
- Flawless - Senza difetti (Flawless), regia di Joel Schumacher (1999)
- Cotton Mary, regia di Ismail Merchant e Madhur Jaffrey (1999)
- Grasp, regia di Brendan Donovan - cortometraggio (2002)
- Prime, regia di Ben Younger (2005)
- A Season of Madness, regia di Katja Esson - cortometraggio (2006)
- Hiding Divya, regia di Rehana Mirza (2006)
- Destiny's Bride (Partition), regia di Vic Sarin (2007)
- Phoebe in Wonderland, regia di Daniel Barnz (2008)
- Amore al curry (Today's Special), regia di David Kaplan (2009)
- Una fragile armonia (A Late Quartet), regia di Yaron Zilberman (2012)
- Jadoo, regia di Amit Gupta (2013)
- The Only Living Boy in New York, regia di Marc Webb (2017)
- The Glorias, regia di Julie Taymor (2020)

### Televisione
- The Bloodless Arena, regia di John Elliot – film TV (1957)
- Love Match, regia di Alan Dossor – film TV (1986)
- Ghostwriter – serie TV, episodi 1x28-1x30 (1993)
- Firm Friends – serie TV, 8 episodi (1992-1994)
- The Peacock Spring, regia di Christopher Morahan – film TV (1996)
- Holby City – serie TV, episodio 4x11 (2001)
- EastEnders – serial TV, 6 episodi (2003)
- Cosmopolitan, regia di Nisha Ganatra – film TV (2003)
- Law & Order - Unità vittime speciali (Law & Order: Special Victims Unit) – serie TV, episodio 7x07 (2005)
- The Papdits, regia di Niall Downing – film TV (2006)
- Law & Order: Criminal Intent – serie TV, episodi 5x18-7x14 (2006-2008)
- Psych – serie TV, episodio 4x06 (2009)
- New Girl – serie TV, episodio 1x23 (2012)
- The Good Karma Hospital – serie TV, episodio 1x05 (2017)
- I Feel Bad – serie TV, 13 episodi (2018)
- Doom Patrol – serie TV, episodio 1x06 (2019)
- And Just Like That... – serie TV, episodio 1x06 (2022)

## Doppiatrici italiane
Nelle versioni in italiano delle opere in cui ha recitato, Madhur Jaffrey è stata doppiata da:
- Graziella Polesinanti in Psych, I Feel Bad
- Deddi Savagnone ne Il giardino indiano
- Miranda Bonansea in Prime
- Lorenza Biella in Una fragile armonia